# Motagua
Motagua (hiszp. Río Motagua, w górnym biegu nazywana Silbapec, Río Grande) – rzeka we wschodniej Gwatemali. Jej długość wynosi 400 km. Jest to najdłuższa rzeka kraju.
Jej źródła znajdują się na północnych stokach południowogwatemalskiego łańcucha wulkanicznego, kilkanaście kilometrów na północ od jeziora Atitlán. Dalej płynie w kierunku wschodnim, w głębokiej dolinie o założeniu tektonicznym (uskok Motagua-Polochic). Uchodzi do Zatoki Honduraskiej kilka kilometrów na wschód od miasta Puerto Barrios. U swego ujścia stanowi granicę gwatemalsko-honduraską.
Motagua jest żeglowna w dolnym biegu na długości około 80 km. Transportuje się nią głównie banany i kawę.